# Quercus percoriacea
Quercus percoriacea är en bokväxtart som beskrevs av Engkik Soepadmo. Quercus percoriacea ingår i släktet ekar, och familjen bokväxter. Inga underarter finns listade.